# Beruniy
Beruniy (tiếng Uzbek: Beruniy/Беруний; tiếng Karakalpak: Biruniy/Бируний; tiếng Nga: Беруни) là một thành phố nhỏ ở Karakalpakstan, Uzbekistan. Nó nằm trên bờ phía bắc của sông Amu Darya, gần biên giới giữa Uzbekistan và Turkmenistan. Thành phố là trung tâm hành chính của huyện Beruniy. Trong lịch sử, Beruniy được gọi là Kath (tiếng Ả Rập/tiếng Ba Tư: کاث; tiếng Uzbek: Kos) và từng là thủ đô của Khwarezm dưới thời Afrighid. Năm 1957, nó được đổi tên thành "Beruniy" để vinh danh học giả thời Trung Cổ Al-Biruni. Beruniy được nâng lên cấp thành phố vào năm 1962.
Beruniy là một thành phố công nghiệp quan trọng ở Karakalpakstan. Đây là nơi có nhà máy nhựa đường, nhà máy gạch, nhà máy bông và nhà máy sản xuất giày. Ngoài ra còn có nhiều nhà máy dệt.

## Lịch sử
Beruniy là thủ đô của Khwarezm từ dưới vương triều Afrighid vào khoảng năm 305 CN, thay thế cho thủ đô cũ là Toprak-Kala. Vào thời điểm đó nó được gọi là Kath (tiếng Uzbek hiện đại: Kos). Thành phố đã trải qua nhiều lần thay đổi tên; một số tên gọi là Fil và Shobboz. Năm 1957, nó được đổi tên thành Beruniy để vinh danh học giả Abū Rayḥān al-Bīrūnī, người sinh ra và lớn lên tại đây.
Beruniy được nâng lên cấp thành phố vào năm 1962. Năm 1969, nước sông Amu Darya tràn qua bờ của nó. Kết quả là một số tòa nhà ở Beruniy bị hư hại nặng. Tuy nhiên, chúng đã được sửa chữa nhanh chóng.

## Địa lý
Beruniy nằm trên bờ phía bắc của Amu Darya gần biên giới giữa Uzbekistan và Turkmenistan. Thành phố nằm cách Tashkent 936 km (582 mi) về phía tây và cách Khiva 55,6 km (34,5 mi) về phía đông bắc.

### Khí hậu
Beruniy có khí hậu sa mạc lạnh (phân loại khí hậu Köppen BWk) với ảnh hưởng rõ nét của khí hậu lục địa. Nó có mùa đông lạnh và mùa hè nóng. Nhiệt độ trung bình tháng 7 là 38 °C (100 °F). Nhiệt độ trung bình vào tháng 1 là −15 – −20 °C (5 – −4 °F).
| Dữ liệu khí hậu của Beruniy        | Dữ liệu khí hậu của Beruniy | Dữ liệu khí hậu của Beruniy | Dữ liệu khí hậu của Beruniy | Dữ liệu khí hậu của Beruniy | Dữ liệu khí hậu của Beruniy | Dữ liệu khí hậu của Beruniy | Dữ liệu khí hậu của Beruniy | Dữ liệu khí hậu của Beruniy | Dữ liệu khí hậu của Beruniy | Dữ liệu khí hậu của Beruniy | Dữ liệu khí hậu của Beruniy | Dữ liệu khí hậu của Beruniy | Dữ liệu khí hậu của Beruniy |
| Tháng                              | 1                           | 2                           | 3                           | 4                           | 5                           | 6                           | 7                           | 8                           | 9                           | 10                          | 11                          | 12                          | Năm                         |
| ---------------------------------- | --------------------------- | --------------------------- | --------------------------- | --------------------------- | --------------------------- | --------------------------- | --------------------------- | --------------------------- | --------------------------- | --------------------------- | --------------------------- | --------------------------- | --------------------------- |
| Trung bình ngày tối đa °C          | 2                           | 6                           | 13                          | 22                          | 29                          | 35                          | 36                          | 35                          | 28                          | 21                          | 11                          | 4                           | 20                          |
| Tối thiểu trung bình ngày °C       | −7                          | −4                          | 1                           | 9                           | 15                          | 20                          | 22                          | 19                          | 13                          | 6                           | 0                           | −5                          | 7                           |
| Lượng Giáng thủy trung bình mm     | 8.3                         | 7.8                         | 15.2                        | 15.1                        | 10.1                        | 3.1                         | 0.9                         | 1.8                         | 1.9                         | 12.9                        | 13                          | 19.6                        | 109.7                       |
| Trung bình ngày tối đa °F          | 36                          | 43                          | 55                          | 72                          | 84                          | 95                          | 97                          | 95                          | 82                          | 70                          | 52                          | 39                          | 68                          |
| Trung bình ngày tối thiểu °F       | 19                          | 25                          | 34                          | 48                          | 59                          | 68                          | 72                          | 66                          | 55                          | 43                          | 32                          | 23                          | 45                          |
| Lượng Giáng thủy trung bình inches | 0.33                        | 0.31                        | 0.60                        | 0.59                        | 0.40                        | 0.12                        | 0.04                        | 0.07                        | 0.07                        | 0.51                        | 0.5                         | 0.77                        | 4.31                        |
| Nguồn:                             |                             |                             |                             |                             |                             |                             |                             |                             |                             |                             |                             |                             |                             |

## Nhân khẩu
Vào năm 2018, Beruniy có dân số là 66.090 người.

## Kinh tế
Beruniy là một thành phố công nghiệp quan trọng ở Karakalpakstan. Đây là nơi có nhà máy nhựa đường, nhà máy gạch, nhà máy bông và nhà máy sản xuất giày. Ngoài ra còn có nhiều nhà máy dệt.

## Giáo dục
Beruniy là nơi có 14 trường trung học, một trường âm nhạc và một trường thể thao.